# Kvinnan i fönstret (film, 2021)
Kvinnan i fönstret (originaltitel: The Woman in the Window) är en amerikansk psykologisk thrillerfilm från 2021, i regi av Joe Wright efter ett manus av Tracy Letts, baserad på romanen Kvinnan i fönstret av A.J. Finn. Filmen skulle ha premiär 15 maj 2020 men på grund av covid-19-pandemin blev den uppskjuten. Premiären blev istället på Netflix den 14 maj 2021.

## Rollista i urval
- Amy Adams – Dr. Anna Fox
- Gary Oldman – Alistair Russell
- Anthony Mackie – Edward "Ed" Fox
- Fred Hechinger – Ethan Russell
- Wyatt Russell – David
- Brian Tyree Henry – Detektiv Little
- Jennifer Jason Leigh – Jane Russell
- Julianne Moore – Katherine Melli